# Mr. North
Pour plus de détails, voir Fiche technique et Distribution.
Mr. North est un film américain réalisé par Danny Huston, sorti en 1988.

## Synopsis
Newport (Rhode Island), dans les années 1920. Un jeune homme, Theophilus North, s'emploie comme lecteur auprès de quelques familles de la haute bourgeoisie. Parmi ses clients se trouve Monsieur Bosworth. Un concours de circonstances amène à considérer North comme un guérisseur "faiseur de miracles" qui attire bientôt une multitude de gens. Le corps de médecine, par le biais du docteur McPherson, lui intente un procès pour charlatanisme, cependant North trouve des alliés.

## Fiche technique
- Réalisation : Danny Huston
- Scénario : Janet Roach, John Huston et James Costigan, d'après le roman Theophilus North de Thornton Wilder
- Photographie : Robin Vidgeon
- Montage : Roberto Silvi
- Direction artistique : Eugene Lee
- Costumes : Rita Riggs
- Musique : David McHugh
- Producteurs : Skip Steloff et Steven Haft
- Genre : Comédie de mœurs - Couleurs - 93 min

## Distribution
- Anthony Edwards : Theophilus North
- Robert Mitchum : Mr Bosworth
- Lauren Bacall : Mrs Cranston
- Anjelica Huston : Persis Bosworth-Tennyson
- Harry Dean Stanton : Henry Simmons
- Mary Stuart Masterson : Elspeth Skeel
- Virginia Madsen : Sally Boffin
- Tammy Grimes : Sarah Baily-Lewis
- David Warner : Le docteur McPherson
- Hunter Carson : Galloper Skeel
- Christopher Durang : YMCA Clerk
- Mark Metcalf : Mr Skeel
- Katharine Houghton : Mrs Skeel
- Thomas H. Needham : Le juge
- Richard Woods : Willis
- Harriet Rogers : La tante Liselotte
- Christopher Lawford : Michael Patrick Ennis III
- Marietta Tree : Amanda Venable
- Richard Kneeland : Buster Venable
- Alegra Huston : Miss Welmore

## Analyse
C'est un des premiers films réalisés par Danny Huston, fils de John Huston. Ce dernier, peu avant de mourir (en 1987), avait contribué à l'écriture du scénario et envisageait de produire Mr. North. La "patte" du réalisateur de Juge et Hors-la-loi et du Trésor de la Sierra Madre est perceptible dans cette comédie réunissant une distribution impressionnante de stars, dont Robert Mitchum, Lauren Bacall, Anjelica Huston et Harry Dean Stanton.